# Специализированный депозитарий
Специализированный депозитарий — участник рынка ценных бумаг, который осуществляет депозитарную деятельность, а также, при работе с инвестиционными фондами, паевыми инвестиционными фондами, негосударственными пенсионными фондами осуществляет контрольные функции за соответствием деятельности управляющих компаний и самих фондов законодательству.
Отличительной чертой специализированного депозитария от депозитария является наличие у специализированного депозитария контрольных функций над управляющей компанией.
Для осуществления спец. депозитарной деятельности юридическое лицо должно получить следующие лицензии Центрального банка РФ:
- лицензию профессионального участника рынка ценных бумаг на осуществление депозитарной деятельности
- лицензию на осуществление деятельности специализированного депозитария инвестиционных фондов, паевых инвестиционных фондов и негосударственных пенсионных фондов